# وادي الشومر
وادي الشومر هو أحد الأودية الواقعة في شرق الأردن ضمن حدود المملكة الأردنية الهاشمية. يمتد الوادي بين محافظتي المفرق وإربد؛ إذ تجري فيه المياه من مناطق إلى الشرق من المفرق ليسير الوادي بعدة مناطق منها البويضة فالرمثا فالطرة إلى أن يلتقي بنهر اليرموك مع نهر اليرموك مشكلا الرافد الثالث الأهم بعد بحيرة المزيريب ووادي المدان. ومما هو جدير بالذكر، أن وادي الشومر قد سمي باسمه هذا نسبة لنبات الشومر الذي ينبت فيه بكثرة في منطقة لواء الرمثا بشكل محدد، كذلك فهو واد موسمي لا ينشط إلا في فصل الشتاء خلال وبعيد الهطول المطري. وقد تجري فيه المياه بسرعة كبيرة وبكميات كبيرة في أحيان كثيرة. كما يُعرف الوادي أنه ليس واد من الأودية العميقة؛ وذلك لكون المناطق التي يمر بها سهلية منبسطة لا جبال فيها؛ فهو عبارة عن مجرى مائي محفور في التراب يبلغ عمقه بضعة أمتار قليلة.